# ウォー・エターナル
『ウォー・エターナル』（War Eternal）は、スウェーデンのメロディックデスメタル・バンド、アーチ・エネミーが2014年に発表した9作目のスタジオ・アルバム。元ジ・アゴニストのアリッサ・ホワイト＝グラズ加入後としては初のアルバムである。

## 背景
2000年よりボーカルを務めてきたアンジェラ・ゴソウは、マネージメント業に専念する意向を示し、後任としてホワイト＝グラズを迎えた。バンドの中心人物マイケル・アモットは、ホワイト＝グラズのボーカル・スタイルに関して「幅広さという面ではアンジェラよりも優れている。でも、アーチ・エネミーでは、今まで通りアグレッシヴなボーカル・スタイルを貫いてもらうよ」とコメントしている。なお、本作のレコーディングにはニック・コードルが参加したが、その後コードルに代わってジェフ・ルーミスが加入し、2015年にリリースされた「ストーレン・ライフ」のデジタル・シングルでは、ルーミスによるギターがオーバー・ダビングされた。

## 反響・評価
フィンランドでは2014年第24週のアルバム・チャートで初登場5位となり、同国においてバンド初のトップ5入りを果たして、6週にわたりトップ50入りした。アメリカでは発売初週に約8千枚を売り上げ、Billboard 200では初登場44位となり、バンド初の全米トップ50入りを果たした。
Ray Van Horn, Jr.はBlabbermouth.netのレビューで10点満点中9点を付け「メンバー・チェンジはしばしば悲惨な結果をもたらすが、本作には当てはまらないと言っていい」「ここ何年かの間にアーチ・エネミーが発表してきたアルバムの中では、特に優れている」と評している。また、アダム・ブレナンはloudersound.comのレビューで5点満点中4点を付け「アリッサの耳障りだが明瞭なボーカルは、前任者のボーカル・スタイルの要所をきっちり押さえており、アモットのトレードマークであるリフや、華麗なツイン・リードによるハーモニーを背にして、新鮮かつ活力に満ちた響きを発している」と評している。

## 収録曲
1. プレリュード・イン・Fマイナー - Tempore Nihil Sanat (Prelude in F Minor) – 1:12
  - 作詞・作曲：マイケル・アモット
2. ネヴァー・フォーギヴ、ネヴァー・フォーゲット - Never Forgive, Never Forget – 3:43
  - 作詞：マイケル・アモット／作曲：マイケル・アモット、ニック・コードル
3. ウォー・エターナル - War Eternal – 4:16
  - 作詞：マイケル・アモット／作曲：マイケル・アモット、ニック・コードル
4. アズ・ザ・ページズ・バーン - As the Pages Burn – 4:01
  - 作詞：アリッサ・ホワイト＝グラズ／作曲：マイケル・アモット
5. ノー・モア・リグレッツ - No More Regrets – 4:05
  - 作詞：アリッサ・ホワイト＝グラズ／作曲：マイケル・アモット、ニック・コードル
6. ユー・ウィル・ノウ・マイ・ネーム - You Will Know My Name – 4:37
  - 作詞：マイケル・アモット／作曲：マイケル・アモット、ニック・コードル
7. グレイヴヤード・オブ・ドリームス - Graveyard of Dreams – 1:10
  - 作曲：ダニエル・アーランドソン、マイケル・アモット
8. ストーレン・ライフ - Stolen Life – 2:58
  - 作詞・作曲：マイケル・アモット
9. タイム・イズ・ブラック - Time Is Black – 5:23
  - 作詞：アリッサ・ホワイト＝グラズ／作曲：マイケル・アモット、ダニエル・アーランドソン
10. オン・アンド・オン - On and On – 4:04
  - 作詞：アリッサ・ホワイト＝グラズ／作曲：マイケル・アモット、ニック・コードル
11. アヴァランチ - Avalanche – 4:38
  - 作詞：アリッサ・ホワイト＝グラズ／作曲：マイケル・アモット、ニック・コードル、ダニエル・アーランドソン
12. ダウン・トゥ・ナッシング - Down to Nothing – 3:47
  - 作詞：マイケル・アモット／作曲：マイケル・アモット、ニック・コードル
13. ノット・ロング・フォー・ディス・ワールド - Not Long for This World – 3:38
  - 作曲：マイケル・アモット

### 日本盤ボーナス・トラック
1. ブレイキング・ザ・ロウ - Breaking the Law - 2:20
  - 作詞・作曲：ロブ・ハルフォード、グレン・ティプトン、K・K・ダウニング

### ヨーロッパ限定盤ボーナス・トラック
1. Shadow on the Wall - 3:03
  - 作詞・作曲：マイク・オールドフィールド

## 参加ミュージシャン
- アリッサ・ホワイト＝グラズ - リード・ボーカル
- マイケル・アモット - リードギター、リズムギター
- ニック・コードル - リードギター、リズムギター、キーボード
- シャーリー・ダンジェロ - ベース
- ダニエル・アーランドソン - ドラムス、キーボード

アディショナル・ミュージシャン
- ストックホルム・セッション・ストリングス - ストリングス(on #1, #6, #9, #11)
- ウルフ・ヤンソン - ストリングス・アレンジ、ストリングス指揮、プログラミング、キーボード
- ヘンリック・ヤンソン - アディショナル・ストリングス・アレンジ(on #1)、ストリングス指揮
- ペル・ヴィバリ - メロトロン